# Родригеш, Тьягу (футболист)
Тьягу Родригеш (порт. Tiago Rodrigues; род. 29 января 1992, Вила-Реал) — португальский футболист, полузащитник турецкого клуба «Генчлербирлиги».

## Карьера
Воспитанник команд «Диогу Кан» и лиссабонского «Спортинга». В 2008 году перешёл в молодёжную команду «Витории Гимарайнш». На взрослом уровне дебютировал в 2011 году в составе клуба «Амаранти», где выступал на правах аренды и провёл 17 матчей и забил 3 гола в третьей лиге. Вернувшись из аренды, футболист начал играть за фарм-клуб «Витории», а 21 сентября 2012 года дебютировал за основной состав клуба, отыграв второй тайм против «Морейренсе».
Летом 2013 года подписал контракт с «Порту», однако в сентябре того же года вернулся в «Виторию Гимарайнш» на правах годичной аренды. Следующие несколько лет в основном выступал в арендах. В январе 2015 года был отдан в аренду на полгода в «Насьонал», сезон 2015/2016 провёл в «Маритиму», а в сезоне 2016/2017 вновь выступал за «Насьонал». Летом 2017 года окончательно покинул «Порту», так и не сыграв за основную команду ни одного матча, и перешёл в клуб чемпионата Болгарии ЦСКА (София).
5 февраля 2022 года подписал контракт до конца сезона с возможностью продление с клубом «Уфа». 27 февраля в матче 19 тура чемпионата России дебютировал за «Уфу» против «Ахмата», сыграв 70 минут и получил жёлтую карточку.

## Достижения
«Витория Гимарайнш»
- Обладатель Кубка Португалии: 2012/13

«Порту»
- Обладатель Суперкубка Португалии: 2013/14

«Маритиму»
- Обладатель Суперкубка Португалии: 2013/14
- Финалист Кубка лиги: 2015/16

ЦСКА (София)
- Серебряный призер чемпионата Болгарии: 2017/18, 2018/19, 2019/20
- Обладатель Кубка Болгарии: 2020/21
- Финалист Кубка Болгарии: 2019/20